# Christian Stratmann

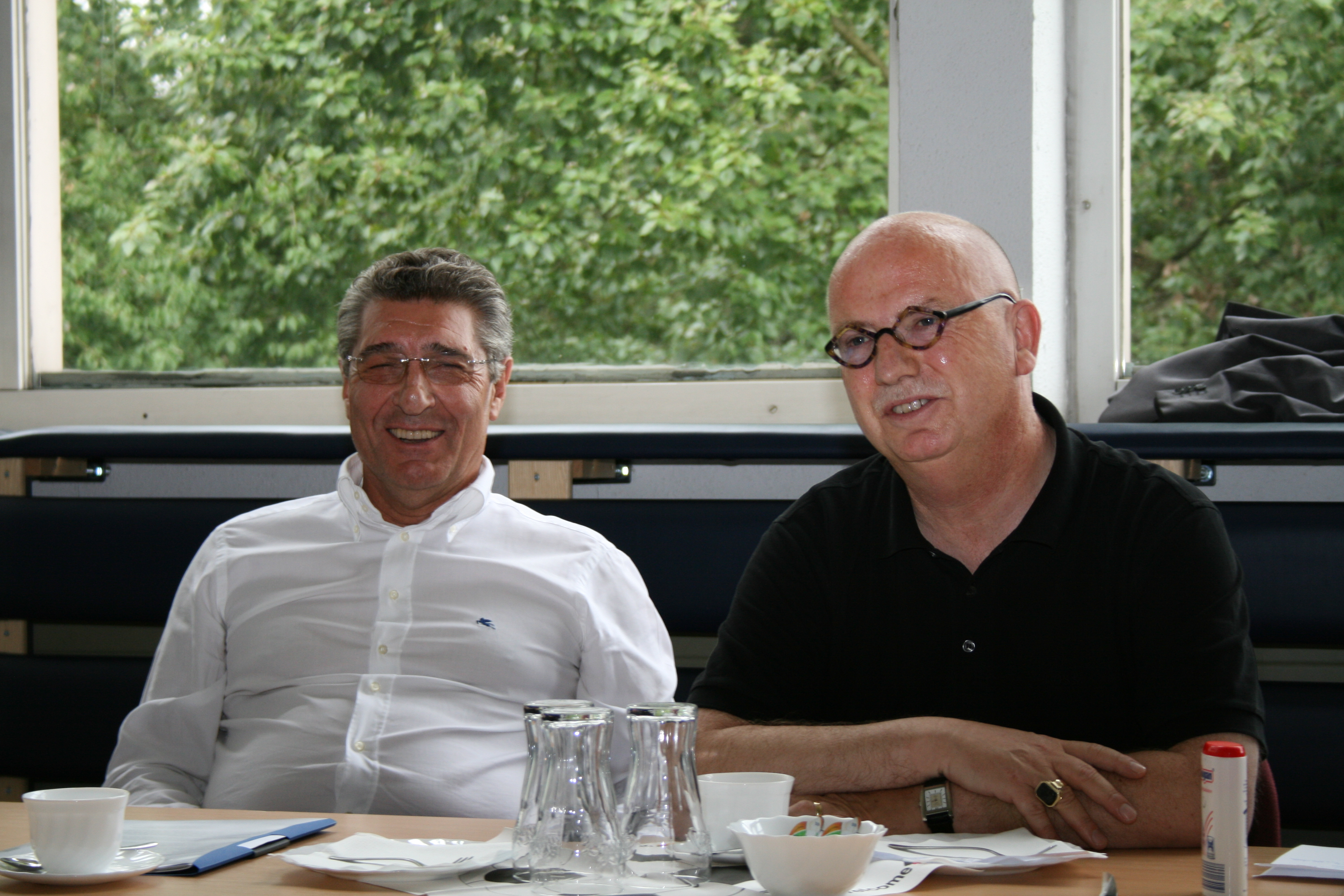
Christian Stratmann (rechts) mit Rudi Assauer bei der Einweihung der Mondpalast-Arena

Christian Stratmann (* 18. Februar 1951 in Verl) ist ein deutscher Prinzipal.

## Leben

### Jugend und frühe Berufsjahre
Christian Stratmann ist das jüngste von neun Geschwistern. Nach dem frühen Tod des Vaters zog seine Mutter Margret 1958 mit ihren Kindern nach Essen. Dort besuchte Christian Stratmann verschiedene Schulen und studierte einige Semester Sozialwissenschaften an der Universität Duisburg. Seinen Unterhalt verdiente er zunächst als Redaktionsbote beim Axel-Springer-Verlag in Essen und wechselte später zum Leserkreis Daheim, einem Tochterunternehmen des Jahreszeiten Verlags Hamburg. Dort wurde man wegen seines Vertriebstalents auf den jungen Essener aufmerksam und holte ihn in die Unternehmenszentrale nach Hamburg, wo er später als Bereichsleiter Neue Bundesländer eingesetzt wurde.

### Der Theaterunternehmer
1995 kehrte Christian Stratmann aus Hamburg ins Ruhrgebiet zurück. In Essen eröffnete er im selben Jahr mit seinem Bruder, dem Kabarettisten Ludger Stratmann (1948–2021), das Europahaus und gründete die Essener Mittwochsgesellschaft.
Am 27. Januar 2004 eröffnete Christian Stratmann mit der Komödie Ronaldo & Julia, einem Fußballspaß des Bühnenautors Sigi Domke frei nach Shakespeare, das Volkstheater Mondpalast von Wanne-Eickel im ehemaligen städtischen Saalbau in Wanne-Eickel. Ein Höhepunkt der Theatergeschichte war im Oktober 2008 der Besuch des Bundespräsidenten Horst Köhler und seiner Frau Eva-Luise im Mondpalast. Am 27. Januar 2014 feierte der Prinzipal das zehnjährige Bestehen seines 500-Plätze-Hauses mit einer weiteren Shakespeare-Bearbeitung, der Komödie namens Othello, der Schwatte von Datteln, ebenfalls von Sigi Domke. Einmal pro Jahr ist Christian Stratmann auf der Bühne seines Theaters zu sehen. In dem Silvesterspaß Dinner vor Wan(ne), der Ruhrgebietsversion des Klassikers Dinner for One, spielt er stets am 31. Dezember eines Jahres im Abendkleid die Omma Soffie.
Im Oktober 2009 eröffnete Christian Stratmann den RevuePalast Ruhr in der denkmalgeschützten Heizzentrale des im Jahre 2000 stillgelegten Bergwerks Ewald in Herten. Das historische Gebäude ist seitdem der Spielort für die farbenprächtigen Travestieshows des Essener Ensembles Femme Fatale und steht auch für Gastspiele oder festliche Events zur Verfügung. Außerdem sendet der ARD Sportschau-Club nach wichtigen Fußballspielen seit 2013 live aus der „Untertagebar“ der Hertener Showbühne.
Im Mai 2023 übergab Christian Stratmann den Mondpalast von Wanne-Eickel und den RevuePalast Ruhr auf Zeche Ewald in Herten an den Herner Kultur- und Eventmanager Marvin Boettcher, der beide Häuser als alleiniger geschäftsführender Gesellschafter und Theaterdirektor weiterführt.

### Familie
Im November 2011 heiratete Christian Stratmann seinen langjährigen Lebenspartner Ryszard Prusak, der am 2. Dezember 2015 verstarb. Seit Januar 2022 ist Christian Stratmann in zweiter Ehe mit dem Lehrer Mohammad Shbieb verheiratet.
Christian Stratmann ist der jüngste Bruder des Kabarettisten und Arztes Ludger Stratmann (1948–2021).

## Ehrungen und politisches Engagement
Für sein Engagement als Theatermacher, Gastgeber und Unterstützer wohltätiger Einrichtungen wurde Christian Stratmann vielfach ausgezeichnet:
- 2001 erhielt er für seine Verdienste um die Essener Mittwochsgesellschaft das Bundesverdienstkreuz am Bande.
- 2003 wurde er in Berlin mit dem Innovationspreis der SPD ausgezeichnet.
- 2004 erhielt er den Beschäftigungsförderpreis der Solidarfonds-Stiftung NRW.
- Seit April 2008 trägt Christian Stratmann den Titel „Bürger des Ruhrgebiets“, verliehen vom Verein „pro Ruhrgebiet“ für seine herausragenden Gastgeberqualitäten.[4]
- Bei der Europawahl im Juni 2009 kandidierte Christian Stratmann für die FDP im Ruhrgebiet auf Platz 21 der bundesweiten Liste für das Europaparlament.
- Bei der Kommunalwahl 2009 stellte sich der Freidemokrat für das Amt des Essener Oberbürgermeisters zur Wahl.
- Im August 2011 wurde Christian Stratmann im Rahmen des „Christopher Street Day“ (CSD) der „Blütenaward“ als Toleranzpreis des CSD Ruhr verliehen. Stratmann sei eine Persönlichkeit, die sich um den Abbau von Diskriminierungen gleichgeschlechtlicher Lebensweisen verdient gemacht habe, so die Jury.[5]
- Im Februar 2012 nahm er den „Entenorden“ entgegen, den die Karnevalsgesellschaft „Rote Funken“ Recklinghausen an bekannte Medienpersönlichkeiten vergibt.[6]
- Im März 2012 überreichte der Essener Marketing-Club dem Theatermacher einen „Ehrentacken“ und ernannte ihn zum „Kopf des Jahres“.[7]
- Im Mai 2013 bekam der Theaterprinzipal den Demografie-Preis „ID55 – anders alt werden“ für unternehmerischen Mut und Erfolg in der zweiten Lebenshälfte.[8]
- Im Mai 2014 nahm Stratmann anlässlich des 25-jährigen Bestehens der Solidarfonds-Stiftung NRW den Ehren-Award entgegen.[9]
- Im Februar 2025 erhielt er die „Bierkutschermütze“ der Bochumer Privatbrauerei Moritz Fiege, welche seit 2003 Persönlichkeiten des Ruhrgebiets auszeichnet, die sich in „besonderem Maße für das Gemeinwohl und den Zusammenhalt in der Region“ engagieren.